# Boulevard Frantsouzkyï
Le boulevard Frantsouzskyï de la ville d'Odessa (ukrainien : Французький бульвар, c'est-à-dire « boulevard Français ») est l'une des artères principales de la ville.

## Situation et accès
S'étendant sur plus de trois kilomètres, en bordure de mer, il commence au croisement de la rue Léontovitch et du boulevard Italien pour finir rue de la Santé.

## Historique
La rue qui apparait sur le plan de la ville en 1814, fait partie du centre historique de la ville et par son architecture a attiré des personnes illustres de la ville. 
Cette voie a porté les noms de « boulevard Proletarsky », « rue Maloarkadiyevskaya », et « route Khutorskaya ».

## Bâtiments remarquables et lieux de mémoire
- L'église des saints martyrs Hadrien et Natalia,
- L'institut Philatof d'ophtalmologie,
- L'arc Mauresque d'Odessa,
- Le jardin botanique d'Odessa,
- Lle sanatorium.

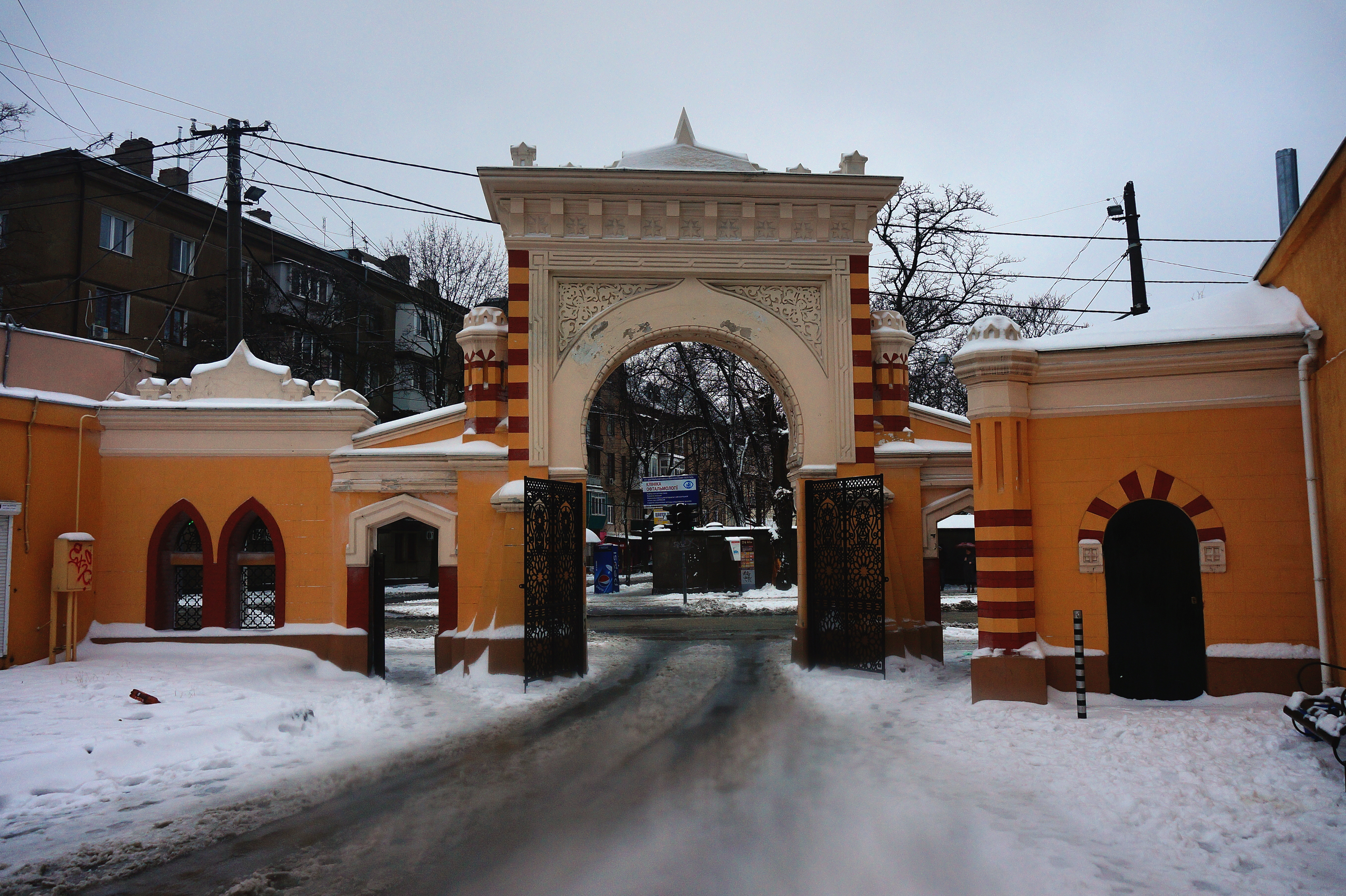
Arc mauresque classé
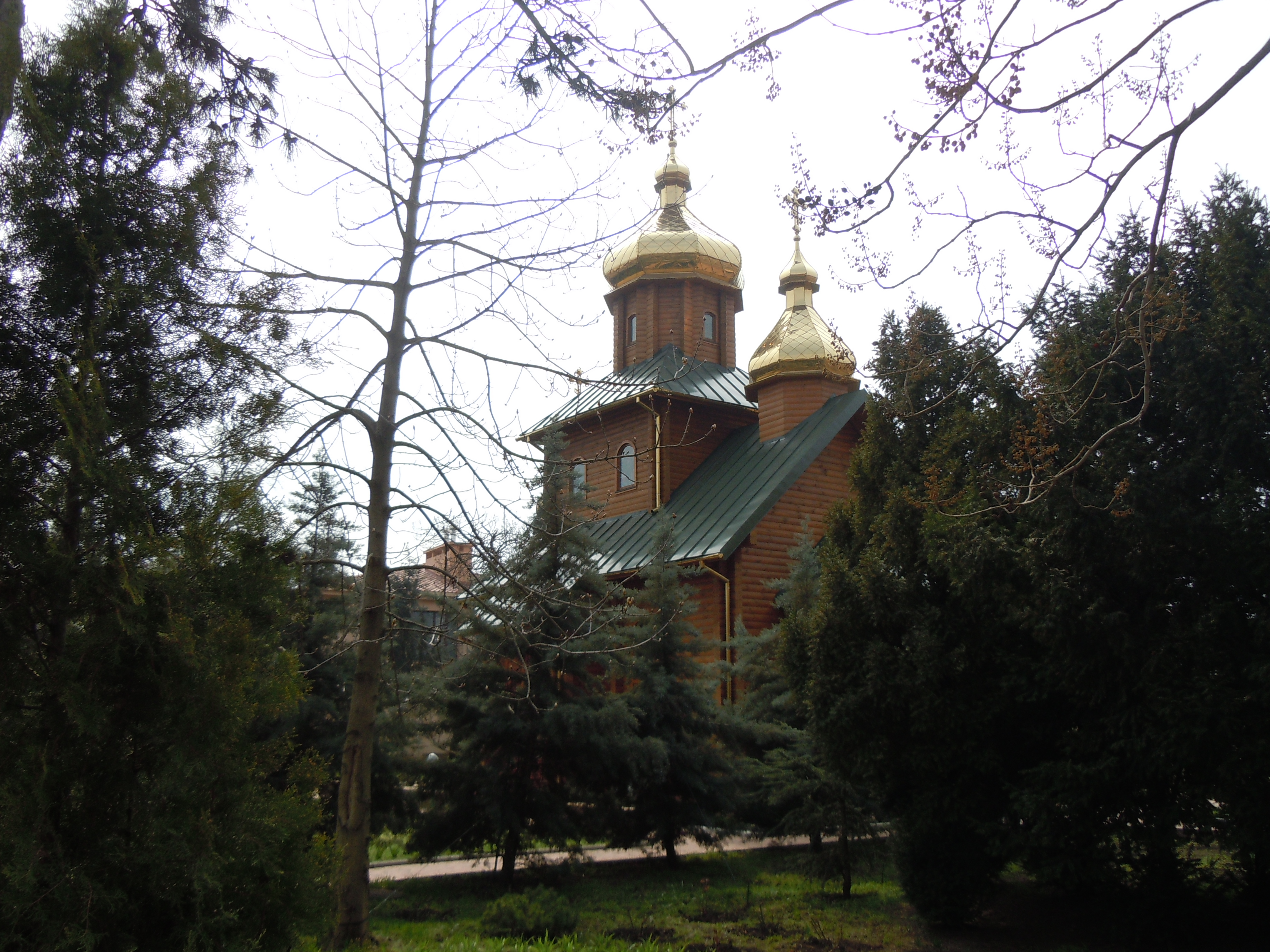
l'église Saints-Vladimir-et-Lioudmila,
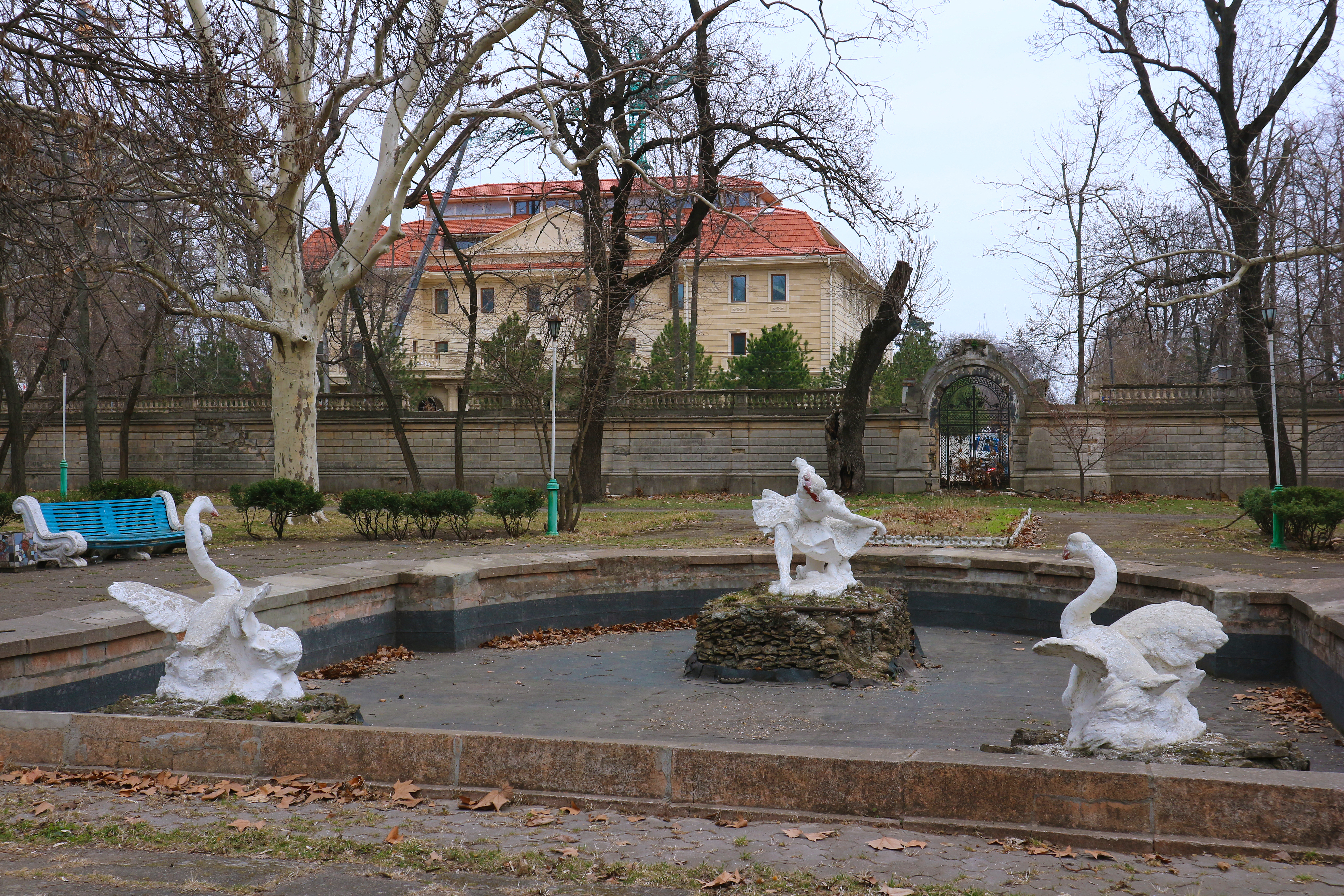
fontaine Arkady classé
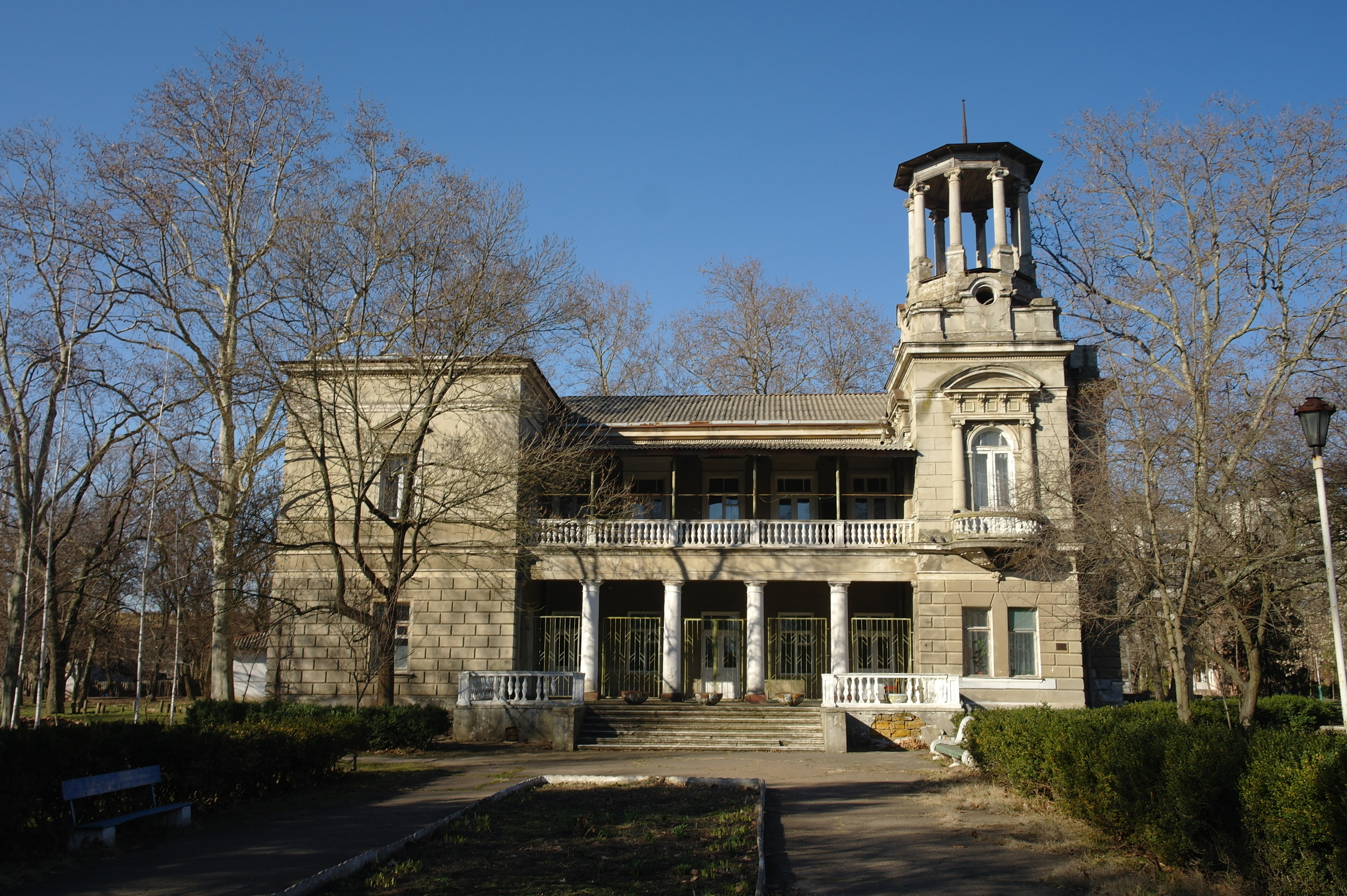
villa Marcovo classée[3],
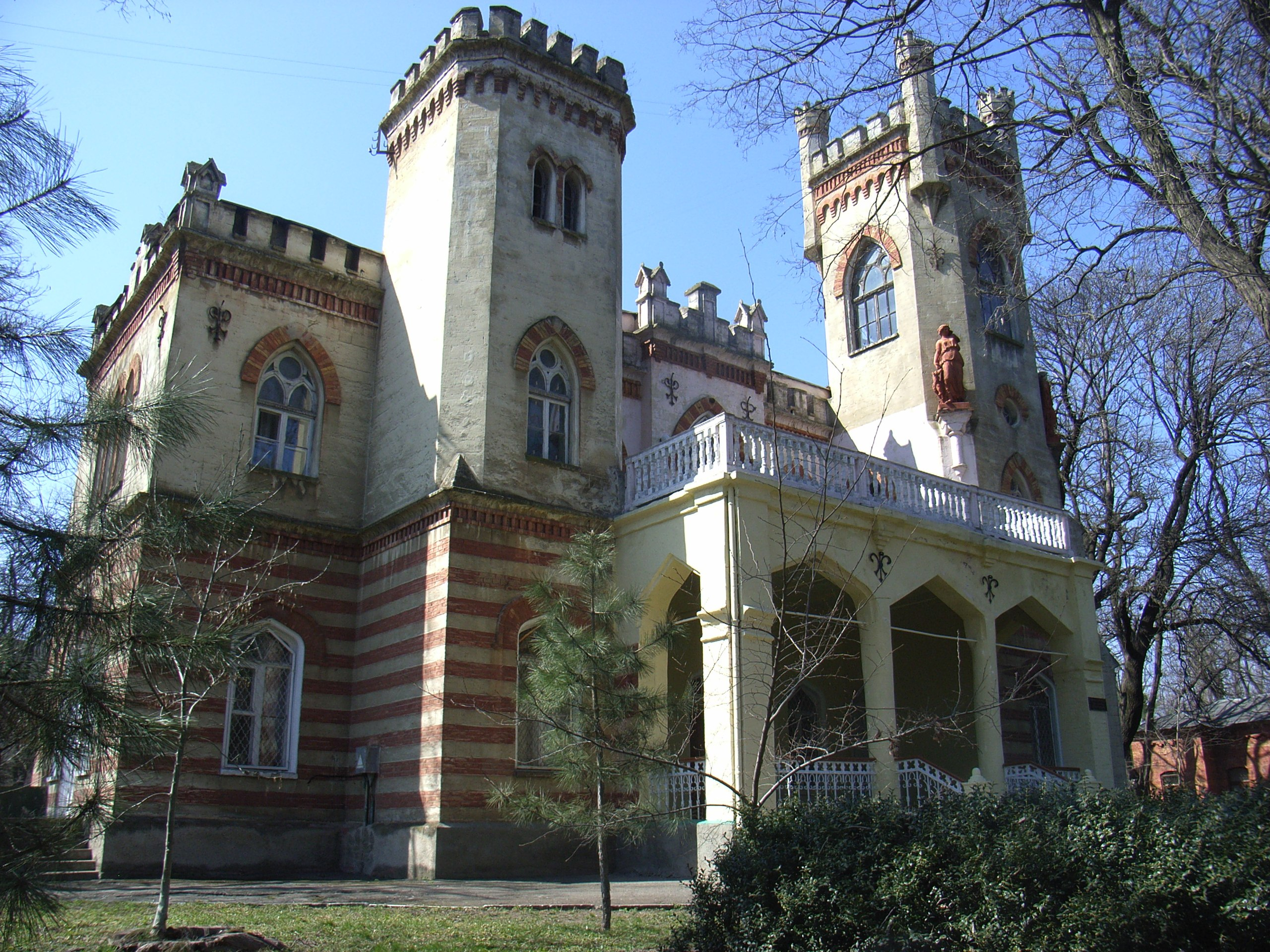
villa Paraskieva classée[4].
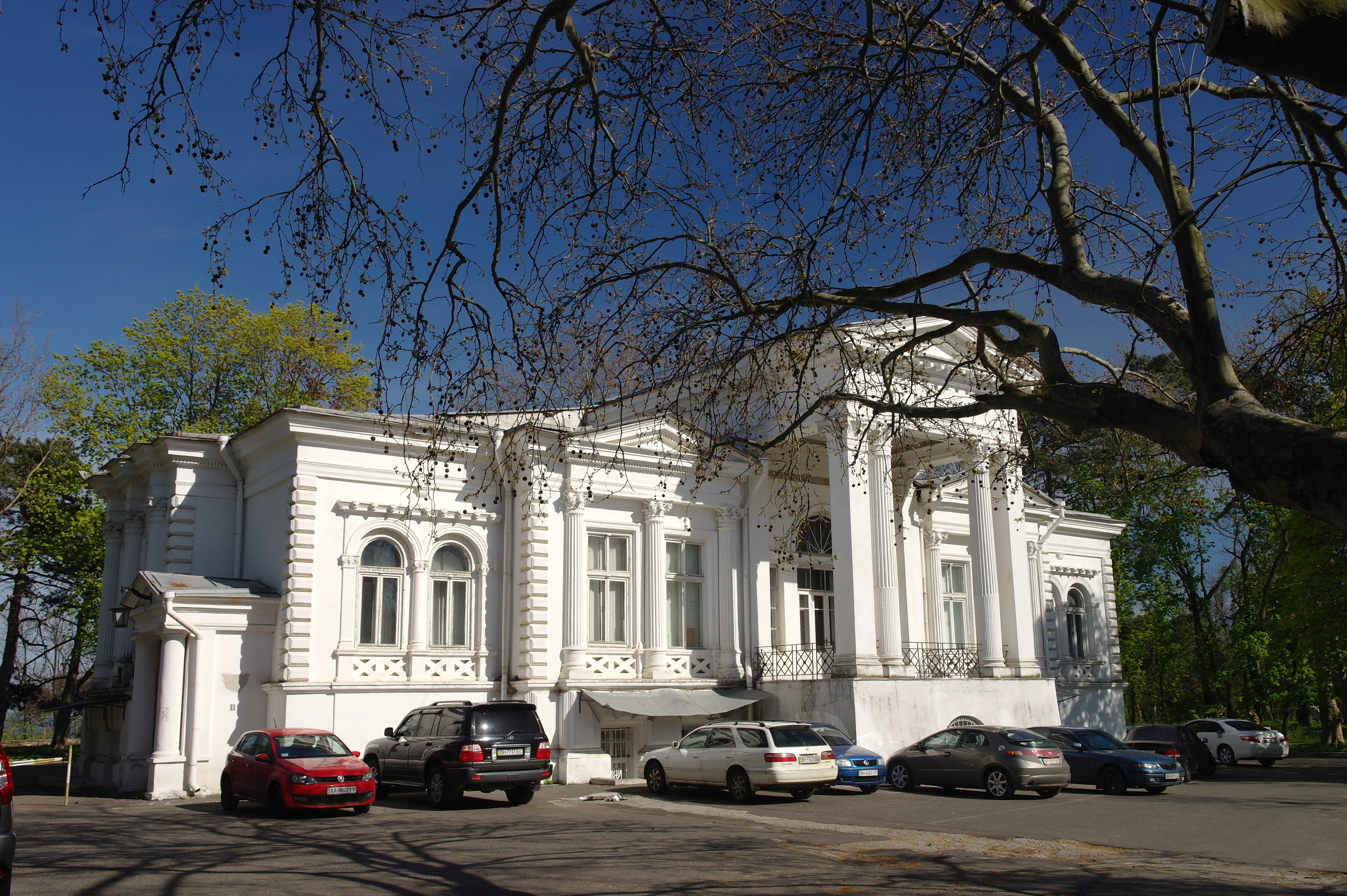
Villa Maraslis classée[5].

## Voir également
- Odessa.